# Ayyoub Bouaddi
Ayyoub Bouaddi (en arabe : أيوب بوعدي), né le 2 octobre 2007 à Senlis, en France, est un footballeur franco-marocain évoluant au poste de milieu central au LOSC Lille.

## Biographie

### Naissance et enfance
Né à Senlis en France, Ayyoub Bouaddi naît au sein d'une famille marocaine et fait sa scolarité à l'école primaire Jean-Macé de Creil. Après avoir sauté le CM2, il obtient un baccalauréat scientifique avec une mention très bien et un an d'avance.

### Carrière en club

#### Formation au LOSC
Ayyoub Bouaddi commence le football à l'AFC Creil à l'âge de cinq ans. Il y reste jusqu'en juillet 2021, date à laquelle il rejoint le LOSC Lille et où il termine sa formation. Le 21 août 2023, à quinze ans, il signe son premier contrat professionnel avec le LOSC, d'une durée de trois ans, soit jusqu'en juin 2026.
Également un élève studieux, il poursuit une licence de mathématiques après avoir obtenu son baccalauréat à l'âge de dix-sept ans,.

#### Saison 2023-2024
En début de saison 2023-2024, il est promu avec l'équipe réserve du LOSC Lille entraînée par Stéphane Pichot, disputant son premier match le 2 septembre 2023 contre le Jeanne d'Arc de Drancy (victoire, 4-0). Une semaine plus tard, il reçoit sa première titularisation contre l'Olympique Marcquois de Football (défaite, 4-3).
Il joue son premier match en professionnel le 5 octobre 2023, lors d'une rencontre de Ligue Europa Conférence face au KÍ Klaksvík. Il est titularisé et les deux équipes se neutralisent (0-0 score final). Cette première apparition à seize ans et trois jours fait de lui le plus jeune joueur de l'histoire du LOSC à faire ses débuts en professionnel, battant le record jusqu'ici détenu par Joël Henry. Il bat également un autre record avec ce premier match, en devenant le plus jeune joueur à faire ses débuts dans une compétition européenne.
Il fait ses débuts en Ligue 1 le 22 octobre 2023, face au Stade brestois 29. Il entre en jeu à la place de Nabil Bentaleb et son équipe s'impose par un but à zéro.

#### Saison 2024-2025
Le 11 juin 2024, Bouaddi prolonge son contrat avec le LOSC d'une saison supplémentaire, soit jusqu'en juin 2027.
Le 2 octobre 2024, jour de son 17e anniversaire, il est titularisé pour son premier match de Ligue des champions contre le Real Madrid, disputant la totalité de la rencontre (victoire, 1-0),. Il impressionne par la maturité de son jeu et sa justesse technique,, réusissant 43 de ses 44 passes.
Trois jours après, il entre en jeu face à Toulouse et délivre sa première passe décisive de la saison. Malgré des prestations qui font régulièrement parler la presse française, il termine la saison en tant que joueur remplaçant, selon les choix de son entraîneur Bruno Genesio qui explique cette mise à l'écart par une concurrence dans son poste de milieu de terrain,.

### En sélection
Ayyoub Bouaddi est éligible pour représenter la France (pays de naissance) et le Maroc (pays d'origine),.

#### Parcours avecLes Bleuets
En octobre 2022, il reçoit sa première convocation avec l'équipe de France des moins de 16 ans sous José Alcocer pour une double confrontation amicale contre le Pays de Galles. Lors du deuxième match, au stade Pierre-Pibarot, il inscrit le troisième but du match sur une passe de Nathan Talbot (victoire, 3-1). Avec cette équipe, il participe au Tournoi de Montaigu en 2023, s'illustrant en marquant contre la Guinée (victoire 5-0) puis face au Danemark (victoire 2-1). Au total il joue huit matchs et marque trois buts entre 2022 et 2023 avec les moins de 16 ans.
Le 4 octobre 2024, Ayyoub Bouaddi est sélectionné pour jouer avec les U20 sous la houlette de l'entraîneur Bernard Diomède, avec lequel il joue un match amical contre le Maroc -20 ans (victoire, 4-3). Un mois plus tard, il rejoint la France espoirs pour des amicaux contre l'Italie et l'Espagne. Titularisé par Gérald Baticle lors du premier match, il entre en jeu dans le deuxième match.
En mars 2025, il est rappelé avec l'équipe de France espoirs pour préparer l'Euro espoirs avec des matchs amicaux.

#### Entre la France et le Maroc
Le 11 décembre 2024, le président de la Fédération royale marocaine de football (FRMF), Fouzi Lekjaa, déclare à la radio marocaine Radio Mars que le Maroc suit le joueur et qu'il jouera à l'avenir pour le Maroc. Cependant, la FFF n’entend pas laisser filer une si jeune promesse du football. Ainsi, les dirigeants du football français tentent, au vu des performances du joueur, de le convaincre de jouer pour la tunique bleue.
En mars 2025, pendant la trêve internationale, Walid Regragui, sélectionneur du Maroc, déclare pendant une conférence de presse : « Nous parlons aux joueurs, nous gérons les dossiers et nous voulons les meilleurs joueurs pour le Maroc. Bien sûr, Bouaddi est l'un des plus grands talents pour l'avenir du football mondial, et nous faisons tout pour qu'il vienne avec nous. »,,

## Style de jeu
Ayyoub Bouaddi se distingue en 2024 par un style de jeu mûr et réfléchi, rare pour son âge, puisqu'il a seulement 17 ans. Milieu de terrain, il impressionne par son calme et sa vision du jeu. Toujours la tête haute, Bouaddi anticipe les mouvements autour de lui, évaluant rapidement les meilleures options à chaque instant. Sa technique est irréprochable, notamment dans le contrôle du ballon et la précision de ses passes. Ses choix sur le terrain sont limpides et exécutés avec une clarté qui reflète déjà un niveau de jeu très élevé, selon José Alcocer (son sélectionneur avec la France -16 ans). 
Benjamin André, son coéquipier au milieu de terrain au LOSC, s’exprime en ces termes sur Ayyoub Bouaddi : «  Ayyoub est très précoce, très mature dans son jeu, il apprend très vite il comprend plus rapidement les choses que la moyenne. Après, encore une fois, sur le terrain, il n'y a pas d'âge. Si on te mets là, c'est que t'es bon et que tu dois performer, que tu aies 17 ou 40 ans. J'ai joué avec José (Fonte), c'est le grand écart. Mais évidemment, il a une marge de progression énorme. L'avantage avec lui, c'est qu'il est très sérieux, il a une mentalité incroyable. Il a du temps devant lui et là, il joue, donc il faut qu'il joue maintenant».
Des propos soutenus par ceux de l’ancien international français, Samir Nasri, après le match entre le Borussia Dortmund et le LOSC : « Il a 17 ans mais joue comme un trentenaire. Il est calme, serein, il a une justesse technique, une intelligence de placement, n’a pas peur sous pression… c’est lui régulateur du jeu lillois. C’est impressionnant, franchement chapeau. Et je trouve qu’il a encore progressé, qu’il prend de plus en plus de risques dans la passe, qu’il casse des lignes… »

## Statistiques
| Saison                | Club                  | Championnat           | Championnat | Championnat | Championnat | Coupe(s) nationale(s) | Coupe(s) nationale(s) | Coupe(s) nationale(s) | Compétition(s) continentale(s) | Compétition(s) continentale(s) | Compétition(s) continentale(s) | Compétition(s) continentale(s) | Total | Total | Total |
| Saison                | Club                  | Division              | M.          | B.          | P.d.        | M.                    | B.                    | P.d.                  | Comp.                          | M.                             | B.                             | P.d.                           | M.    | B.    | P.d.  |
| 2023-2024             | LOSC Lille            | Ligue 1               | 9           | 0           | 0           | 3                     | 0                     | 0                     | C3                             | 6                              | 0                              | 1                              | 18    | 0     | 1     |
| 2024-2025             | LOSC Lille            | Ligue 1               | 24          | 0           | 1           | 3                     | 0                     | 0                     | C1                             | 9                              | 0                              | 1                              | 36    | 0     | 2     |
| 2025-2026             | LOSC Lille            | Ligue 1               | 1           | 0           | 0           | -                     | -                     | -                     | C3                             | -                              | -                              | -                              | 1     | 0     | 0     |
| Total sur la carrière | Total sur la carrière | Total sur la carrière | 34          | 0           | 1           | 6                     | 0                     | 0                     | -                              | 15                             | 0                              | 2                              | 55    | 0     | 3     |

## Palmarès

### Distinctions individuelles
- 2023 : Vainqueur du Concours National d'Éloquence à l'Élysée[38],[39],[40]